# WTA-toernooi van Leipzig
Het WTA-toernooi van Leipzig is een voormalig tennistoernooi voor vrouwen dat van 1990 tot en met 2003 plaatsvond in de Duitse stad Leipzig. De officiële naam van het toernooi was sinds 1995 Sparkassen Cup.
De WTA organiseerde het toernooi, dat sinds 1993 in de categorie "Tier II" viel en werd gespeeld op tapijt.
Er werd door 28 deelneemsters per jaar gestreden om de titel in het enkelspel, en door 16 paren om de dubbelspeltitel. Aan het kwalificatietoernooi voor het enkelspel namen 32 speelsters deel, met vier plaatsen in het hoofdtoernooi te vergeven.

## Meervoudig winnaressen enkelspel
| speelster     | aantal titels | in de jaren     |
| ------------- | ------------- | --------------- |
| Steffi Graf   | 5             | 1990–1993, 1998 |
| Kim Clijsters | 2             | 2000, 2001      |
| Anke Huber    | 2             | 1994, 1995      |
| Jana Novotná  | 2             | 1994, 1997      |

## Finales

### Enkelspel
| Datum      | Naam                  | Cat.     | ($)     | Ondergrond     | Winnares           | Verliezend finaliste    | Uitslag       |         |
| ---------- | --------------------- | -------- | ------- | -------------- | ------------------ | ----------------------- | ------------- | ------- |
| 1990-09-24 | Volkswagen Grand Prix | Tier III | 225.000 | tapijt, binnen | Steffi Graf        | Arantxa Sánchez Vicario | 6-1, 6-1      | details |
| 1991-09-30 | Volkswagen Cup        | Tier III | 225.000 | tapijt, binnen | Steffi Graf        | Jana Novotná            | 6-3, 6-3      | details |
| 1992-09-28 | Volkswagen Cup        | Tier III | 225.000 | tapijt, binnen | Steffi Graf        | Jana Novotná            | 6-3, 1-6, 6-4 | details |
| 1993-09-27 | Volkswagen Cup        | Tier II  | 375.000 | tapijt, binnen | Steffi Graf        | Jana Novotná            | 6-2, 6-0      | details |
| 1994-09-26 | International GP      | Tier II  | 400.000 | tapijt, binnen | Jana Novotná       | Mary Pierce             | 7-5, 6-1      | details |
| 1995-09-25 | Sparkassen Cup        | Tier II  | 430.000 | tapijt, binnen | Anke Huber         | Magdalena Maleeva       | walk-over     | details |
| 1996-09-30 | Sparkassen Cup        | Tier II  | 450.000 | tapijt, binnen | Anke Huber         | Iva Majoli              | 5-7, 6-3, 6-1 | details |
| 1997-09-22 | Sparkassen Cup        | Tier II  | 450.000 | tapijt, binnen | Jana Novotná       | Amanda Coetzer          | 6-2, 4-6, 6-3 | details |
| 1998-11-02 | Sparkassen Cup        | Tier II  | 450.000 | tapijt, binnen | Steffi Graf        | Nathalie Tauziat        | 6-3, 6-4      | details |
| 1999-11-01 | Sparkassen Cup        | Tier II  | 520.000 | tapijt, binnen | Nathalie Tauziat   | Květa Hrdličková        | 6-1, 6-3      | details |
| 2000-10-30 | Sparkassen Cup        | Tier II  | 535.000 | tapijt, binnen | Kim Clijsters      | Jelena Lichovtseva      | 7-6, 4-6, 6-4 | details |
| 2001-09-24 | Sparkassen Cup        | Tier II  | 565.000 | tapijt, binnen | Kim Clijsters      | Magdalena Maleeva       | 6-1, 6-1      | details |
| 2002-09-23 | Sparkassen Cup        | Tier II  | 585.000 | tapijt, binnen | Serena Williams    | Anastasija Myskina      | 6-3, 6-2      | details |
| 2003-09-22 | Sparkassen Cup        | Tier II  | 585.000 | tapijt, binnen | Anastasija Myskina | Justine Henin-Hardenne  | 3-6, 6-3, 6-3 | details |

### Dubbelspel
| Datum      | Naam                  | Cat.     | ($)     | Ondergrond     | Winnaressen                               | Verliezend finalistes            | Uitslag       |         |
| ---------- | --------------------- | -------- | ------- | -------------- | ----------------------------------------- | -------------------------------- | ------------- | ------- |
| 1990-09-24 | Volkswagen Grand Prix | Tier III | 225.000 | tapijt, binnen | Lise Gregory Gretchen Magers              | Manon Bollegraf Jo Durie         | 6-2, 4-6, 6-3 | details |
| 1991-09-30 | Volkswagen Cup        | Tier III | 225.000 | tapijt, binnen | Manon Bollegraf Isabelle Demongeot        | Jill Hetherington Kathy Rinaldi  | 6-4, 6-3      | details |
| 1992-09-28 | Volkswagen Cup        | Tier III | 225.000 | tapijt, binnen | Jana Novotná Larisa Savtsjenko-Neiland    | Patty Fendick Andrea Strnadová   | 7-5, 7-6      | details |
| 1993-09-27 | Volkswagen Cup        | Tier II  | 375.000 | tapijt, binnen | Gigi Fernández Natallja Zverava           | Larisa Neiland Jana Novotná      | 6-3, 6-2      | details |
| 1994-09-26 | International GP      | Tier II  | 400.000 | tapijt, binnen | Patty Fendick Meredith McGrath            | Manon Bollegraf Larisa Neiland   | 6-4, 6-4      | details |
| 1995-09-25 | Sparkassen Cup        | Tier II  | 430.000 | tapijt, binnen | Meredith McGrath Larisa Neiland           | Brenda Schultz Caroline Vis      | 6-4, 6-4      | details |
| 1996-09-30 | Sparkassen Cup        | Tier II  | 450.000 | tapijt, binnen | Kristie Boogert Nathalie Tauziat          | Sabine Appelmans Miriam Oremans  | 6-4, 6-4      | details |
| 1997-09-22 | Sparkassen Cup        | Tier II  | 450.000 | tapijt, binnen | Martina Hingis Jana Novotná               | Yayuk Basuki Helena Suková       | 6-2, 6-2      | details |
| 1998-11-02 | Sparkassen Cup        | Tier II  | 450.000 | tapijt, binnen | Jelena Lichovtseva Ai Sugiyama            | Manon Bollegraf Irina Spîrlea    | 6-3, 6-7, 6-1 | details |
| 1999-11-01 | Sparkassen Cup        | Tier II  | 520.000 | tapijt, binnen | Larisa Neiland Mary Pierce                | Jelena Lichovtseva Ai Sugiyama   | 6-4, 6-3      | details |
| 2000-10-30 | Sparkassen Cup        | Tier II  | 535.000 | tapijt, binnen | Arantxa Sánchez Vicario Anne-Gaëlle Sidot | Kim Clijsters Laurence Courtois  | 6-7, 7-5, 6-3 | details |
| 2001-09-24 | Sparkassen Cup        | Tier II  | 565.000 | tapijt, binnen | Jelena Lichovtseva Nathalie Tauziat       | Květa Hrdličková Barbara Rittner | 6-4, 6-2      | details |
| 2002-09-23 | Sparkassen Cup        | Tier II  | 585.000 | tapijt, binnen | Alexandra Stevenson Serena Williams       | Janette Husárová Paola Suárez    | 6-3, 7-5      | details |
| 2003-09-22 | Sparkassen Cup        | Tier II  | 585.000 | tapijt, binnen | Svetlana Koeznetsova Martina Navrátilová  | Jelena Lichovtseva Nadja Petrova | 3-6, 6-1, 6-3 | details |

1990 · 1991 · 1992 · 1993 · 1994 · 1995 · 1996 · 1997 · 1998 · 1999 · 2000 · 2001 · 2002 · 2003
ITF-toernooien (mannen en vrouwen)

ATP-toernooien (mannen) – ATP-seizoen 2025

WTA-toernooien (vrouwen) – WTA-seizoen 2025

Voormalige toernooien mannen
Voormalige toernooien vrouwen
Voormalige amateurtoernooien